# Neoperla robisoni
Neoperla robisoni är en bäcksländeart som beskrevs av Edward Bagnall Poulton och Stewart 1986. Neoperla robisoni ingår i släktet Neoperla och familjen jättebäcksländor. Inga underarter finns listade i Catalogue of Life.